# Cloisonné

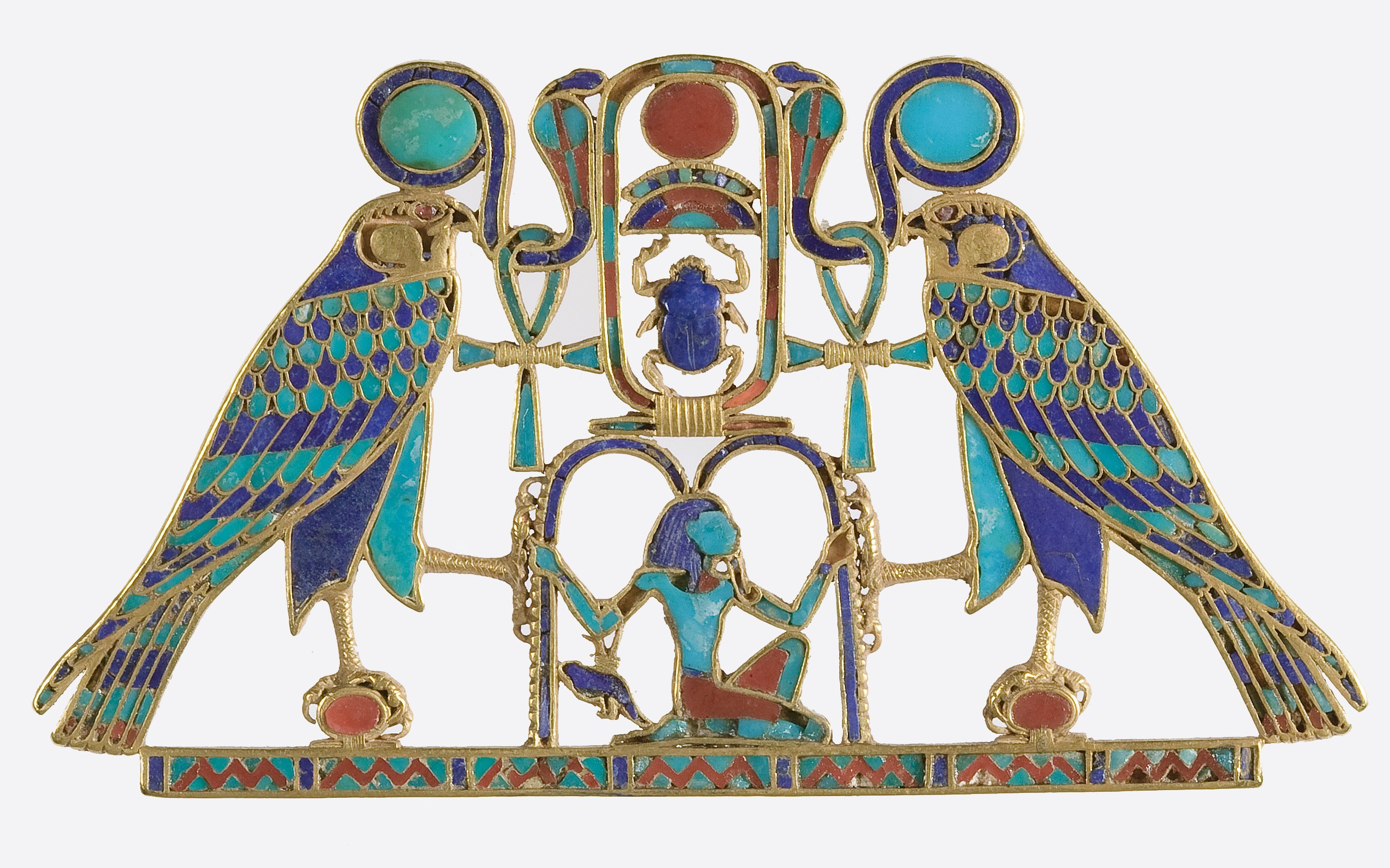
Pectoral (Egiptul Antic) apaținând lui Sithathoriunet, Senwosret II, găsit în mormântul fiicei sale. Este decorat mai degrabă cu pietre modelate decât smalț. Se văd pe el încrustații cloisonné de aur cu carneol, feldspat, granate, turcoaze și lapis lazuli, 1880 î.Hr.

Cloisonné ( franceză: [klwazɔne] ) este o tehnică străveche de decorare a obiectelor din metal folosind materiale colorate montate în spații mărginite de benzi metalice sau sârmă, de obicei din aur. În ultimele secole s-a folosit smalțul vitros, însă în trecutul îndepărtat au fost folosite și incrustații cu pietre prețioase tăiate, sticlă și alte materiale. Numele acestei tehnici a fost evocat de curentul cloazonism apărut în pictura postimpresionistă cu forme îndrăznețe și plate, separate prin contururi întunecate. De asemenea, tehnica cloisonnée este folosită în prelucrarea emailului, aceasta constând în turnarea de email în mici despărțituri sau compartimente metalice, în funcție de motivul decorativ ales. Tehnica turnării de email cloisonné a început foarte probabil ca o imitație simplă a tehnicii cloisonné folosind pietre prețioase. Obiectele rezultate pot fi numite și cloisonné-uri. Decorul este format prin adăugarea mai întâi de compartimente pe obiectul metalic prin lipirea de argint sau aur sub formă de fire sau benzi subțiri așezate pe marginile acestora. Acestea rămân vizibile în piesa finită, separând diferitele compartimente ale emailului sau incrustațiilor, care sunt adesea de mai multe culori. Obiectele cu smalț cloisonné sunt prelucrate cu pulbere de smalț transformată într-o pastă, care apoi sunt arse într-un cuptor. Dacă sunt folosite pietre prețioase sau sticlă colorată, piesele trebuie tăiate sau măcinate în forma fiecărui compartiment.
În antichitate, tehnica cloisonné era folosită mai ales pentru bijuterii și accesorii mici pentru haine, arme sau mici obiecte similare decorate cu desene geometrice sau schematice, cu pereți despărțitori groși. În Imperiul Bizantin, tehnicile care utilizau fire mai subțiri au fost dezvoltate pentru a permite producerea mai multor imagini picturale, folosind cu precădere turnarea emailului, utilizate în principal pentru imagini religioase și bijuterii. Această tehnică a fost folosită în Europa, în special în arta carolingiană și arta otoniană. Până în secolul al XIV-lea, această tehnică a smalțului, a fost înlocuită în Europa cu tehnica champlevé, dar s-a răspândit apoi în China, unde a fost folosită pentru vase mult mai mari, cum ar fi boluri și vaze; tehnica rămâne comună în China până în prezent și obiectele cloisonné emailate folosind stiluri derivate din China au fost produse în Occident începând din secolul al XVIII-lea.
În arhitectura bizantină din epoca mijlocie, zidăria cloisonné se referă la ziduri construite cu un amestec obișnuit de piatră și cărămidă, adesea folosind preferențial doar cărămida. Biserica Pammakaristos din secolul al XI-lea sau al XII-lea din Istanbul este un exemplu în acest sens.

## Istorie, perioade și zone de dezvoltare a tehnicii

### ÎnLumea antică
Tehnica cloisonné a apărut pentru prima oară în antichitate în Orientul Apropiat. Cel mai vechi smalț în care s-a folosit această tehnică a fost produs prin plasarea smalțului în compartimente mici mărginite de pereți din aur. Această modalitate de producție a fost folosită anterior pentru a fixa bucăți de piatră șlefuite sau pietre prețioase încă din mileniul al III î.Hr. în Mesopotamia și ulterior în Egipt. Smalțul a apărut ca o necesitate în producția de bijuterii și alte obiecte decorative, ca o metodă mai ieftină față de folosirea pietrelor prețioase. Cele mai vechi obiecte decorative despre care se știe că sunt făcute folosind smalțul au fost descoperite într-un grup de inele miceniene din Mormintele din Cipru, care au fost datate în secolul al XII-lea Î.Hr. Smalțul este încadrat în compartimente definite prin folosirea unei sârme foarte subțiri.
| Vasul octogonal (Tezaurul de la Pietroasa) secolul IV         |
| ------------------------------------------------------------- |
|                                                               |
|                                                               |
| Reconstituire grafică de Henric Trenk după Alexandru Odobescu |

Bijuteriile descoperite în Egipt, datate ca aparținând Egiptului Antic, incluzând în acestea și bijuteriile pectorale ale faraonilor, prezintă folosirea tehnicii cloisonné în formațiuni sub formă de benzi de grosime medie. Este de menționat că în Egipt se folosea simultan și tehnica încastrării de pietre prețioase și utilizarea unor materiale asemănătoare smalțului care poartă denumirea de "pastă de sticlă", cu toate că piesele egiptene, inclusiv bijuteriile găsite în Mormântul lui Tutankhamon, sunt descrise adesea ca având turnate "smalțuri". Mulți cercetători au opinat că pasta folosită nu ar fi fost suficient de topită pentru a fi descrisă ca "smalț" și de aceea se uzitează în prezent noțiunea de "pastă de sticlă". Ținând cont de condițiile egiptene, antice, de producție, pare probabil ca obținerea punctului de topire al sticlei să fi fost destul de greu de obținut, în condițiile în care obținerea punctului de topire al aurului, folosind acele tehnici, să fi fost prea apropiat de cel al sticlei, astfel încât se poate explica de ce obținerea smalțului în Egiptul Antic nu dispunea de o tehnică viabilă. Cu toate acestea, par să existe câteva exemple reale de smalț, probabil din a treia perioadă intermediară a Egiptului (începând cu 1070 î.Hr.), însă obiectele găsite denotă că tehnica smalțului a fost folosită destul de rar atât în Egipt cât și în arealul grecesc.
De fapt, tehnica apare cu adevărat în Cultura Koban din nordul și centrul Caucazului. Ea a fost adusă de sarmați vechilor celți, însă au folosit în esență tehnica champlevé (tehnica emailului). Mai târziu, smalțul a fost doar una din umpluturile folosite pentru obținerea cloisoneurilor mici, cu pereți groși, în stilul Antichității târzii și a perioadei de migrație.
La situl arheologic Sutton Hoo, s-au descoperit piese aparținând artei Anglo-Saxone la care s-a folosit majoritar tehnica cloisonné cu granate, uneori combinate cu smalț în aceeași bucată. La incertitudinea folosirii tehnicii la smalțul timpuriu se adaugă artefactele, de obicei excavate, care par să fi fost pregătite pentru obținerea smalțului, din păcate la toate cloisoneurile care s-au găsit s-a pierdut toată umplutura din cadrul compartimentelor. Acest fapt a fost constatat în multe regiuni diferite, de la Egiptul Antic și până la Anglia anglo-saxonă. Smalțul devine mai comun pornind de la începutul mileniului I e.n., astfel încât presupunerea că el a mai fost folosit până atunci devine mai sigură.

### ÎnImperiul BizantinșiEuropa

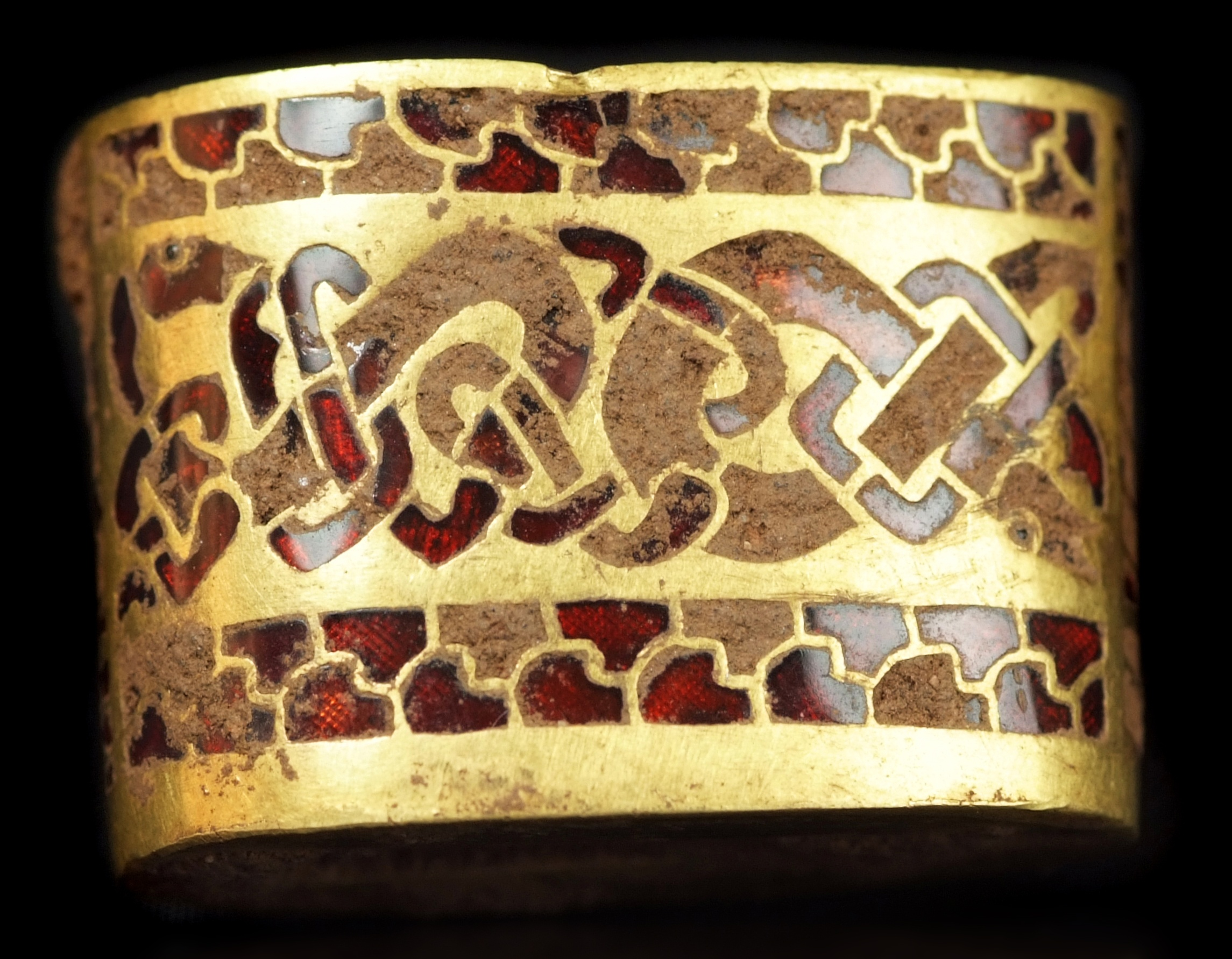
Secolul al VIII-lea (?), armătură/mâner de sabie anglo-saxonă, aur cu incrustație de granate în tehnica cloisonné. Obiect descoperit în 2009 la Staffordshire Hoard, necurățat complet.

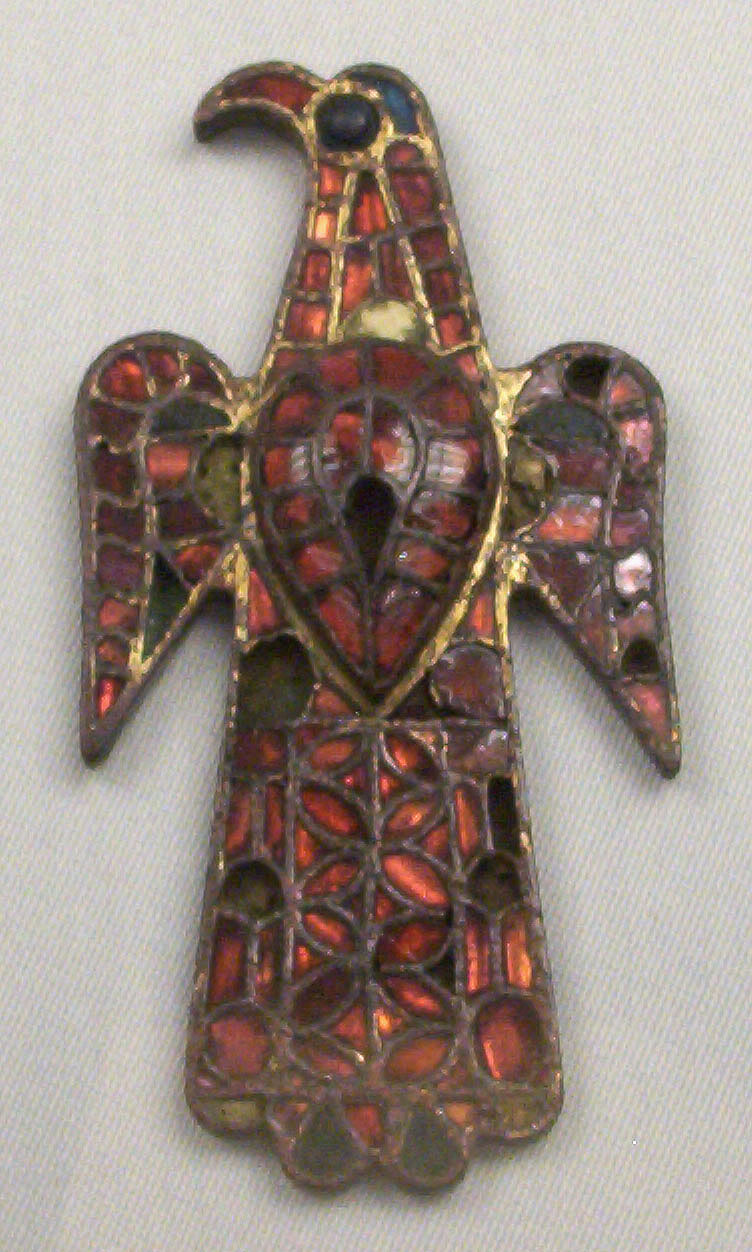
Broșă vizigotă din secolul al VI-lea, din Spania cu incrustație de pastă de sticlă.

Bizantinii au perfecționat o formă unică de icoane religioase în tehnica cloisonné. Smalțul bizantin s-a răspândit în culturile înconjurătoare și un anumit tip, adesea cunoscut sub numele de „granat cloisonné” este întâlnit pe scară largă în arta din perioada migrației popoarelor „barbare” în Europa, care foloseau pietre prețioase, în special granate roșii, precum și sticlă și smalț, cu cloisoneuri mici cu pereți groși. Granatul roșu și aurul creau un contrast atractiv de culori, iar pentru creștini granatul era un simbol al lui Hristos. Se crede că acest stil își are originea în Imperiul Roman de Răsărit al Antichității Târzii și că a fost preluat inițial de popoarele migratoare care au primit  obiecte fabricate probabil la Constantinopol pentru cadouri diplomatice, care apoi au fost copiate de proprii lor aurari. Cloisonnéuri cu pastă de sticlă a fost realizat în aceleași perioade cu rezultate similare – vezi diferența dintre armătura anglo-saxonă de aur cu granate și broșa vizigotă cu pastă de sticlă. Se pot vedea pereți mai groși de aur care au fost adăugați prin lipire la baza zonei scufundate, pentru a se realiza compartimente potrivite pentru a fi decorate, înainte de a se adăuga pietrele sau pasta. În lumea bizantină, tehnica a fost dezvoltată în stilul de sârmă subțire, potrivit doar pentru obiecte cum este Crucea lui Otto și Mathilde, care a fost imitat în Europa începând din perioada carolingiană.
Tehnica orbitoare a accesoriilor anglo-saxone de la Sutton Hoo include cu preponderență granate cloisonné, unele folosind felii remarcabil de subțiri, permițând să se vadă aurul cu modelul de dedesubt. Există, de asemenea, sticlă de import millefiori tăiată pentru a se potrivi ca pietrele prețioase. Uneori, compartimentele umplute cu diferite materiale din pietre tăiate sau sticlă și email sunt amestecate pentru a ornamenta același obiect, ca în capacul genții de la Sutton Hoo.

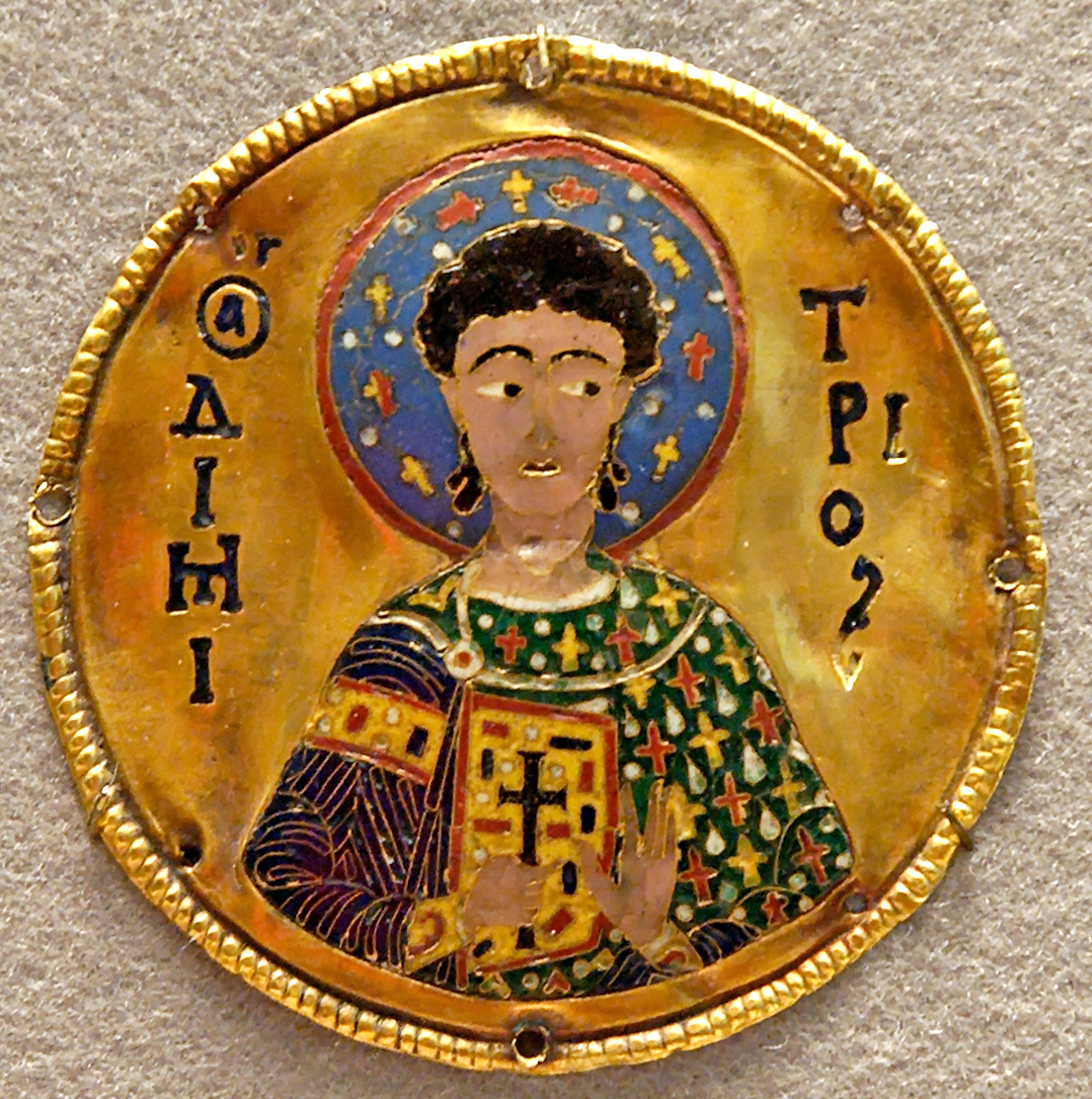
Icoană bizantină de email cloisonné a Sfântului Dimitrie, circa 1100, folosind tehnica senkschmelz sau „scufundată” și noua tehnică a firului subțire
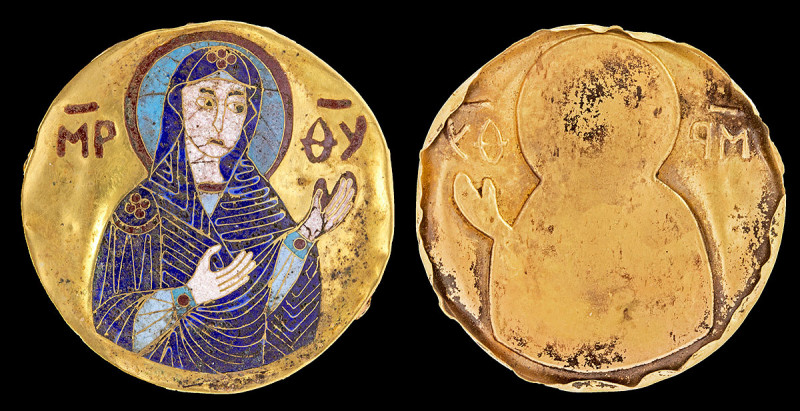
icoana Maicii Domnului, Imperiul Bizantin, aur, email. secolul XI - XII
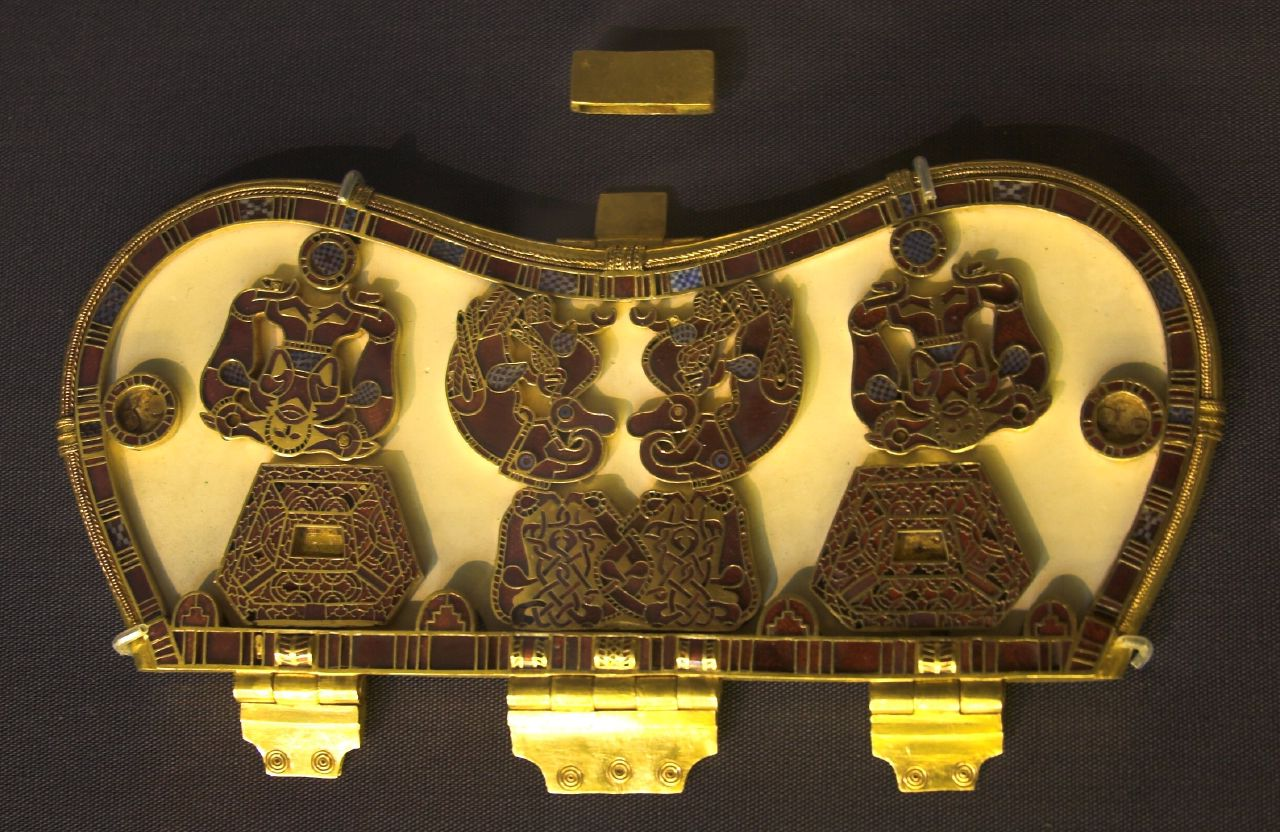
capacul genții de la Sutton Hoo, secolul VI - VII
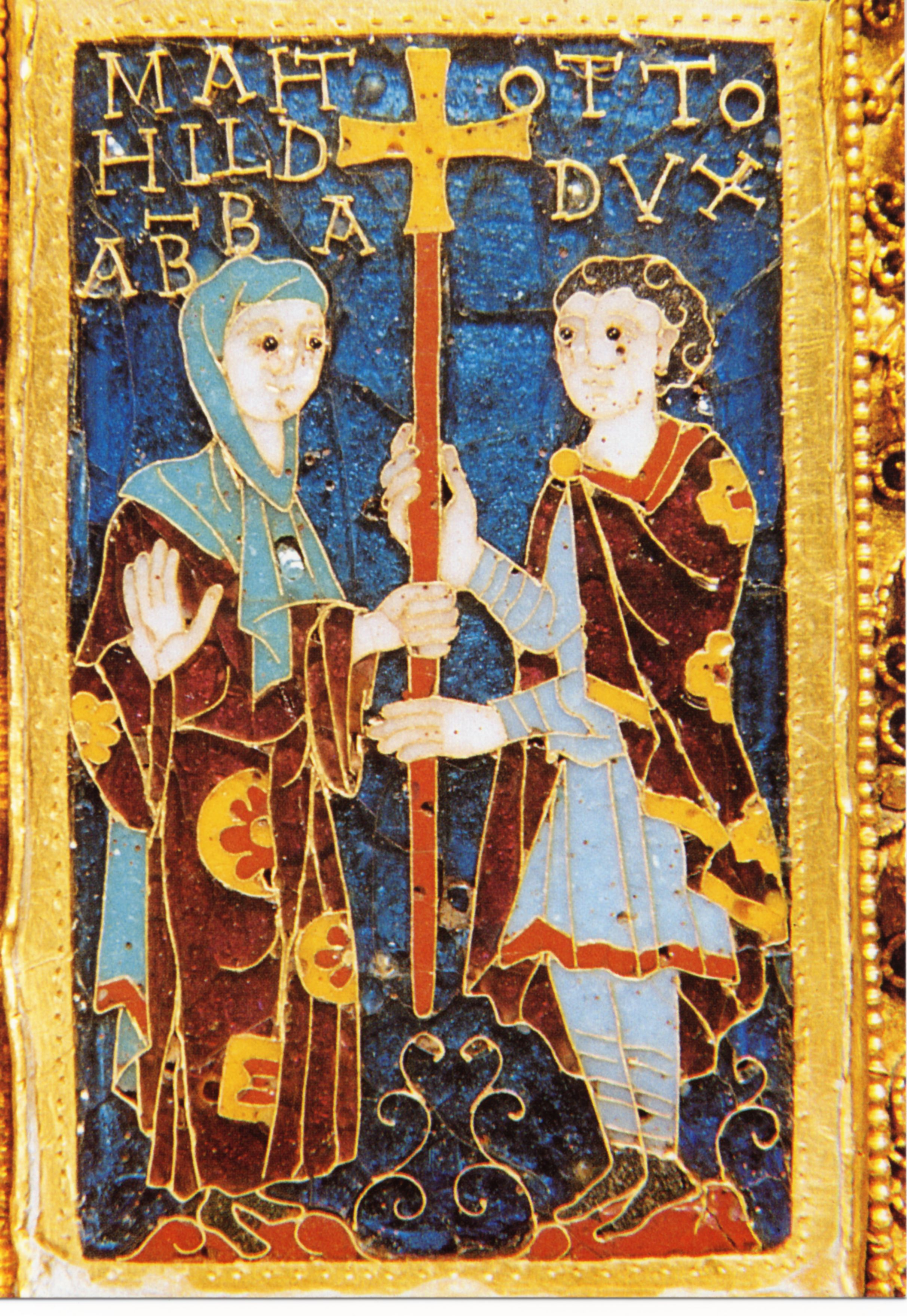
Placă de pe crucea lui Otto și Mathilde din secolul al X-lea din email cloisonné pe aur